# گل پسر رشته فروش
گل پسر رشته فروش (کره‌ای: 꽃미남 라면가게) یک مجموعهٔ تلویزیونی کره جنوبی سال ۲۰۱۱ با بازی جونگ ایل وو، لی چونگ-آه، لی کی-وو، پارک مین وو و چو یون وو است. این مجموعه از ۳۱ اکتبر تا ۲۰ دسامبر ۲۰۱۱، روزهای چهارشنبه و پنجشنبه ساعت ۲۳:۰۰ (کی‌اس‌تی) از تی‌وی‌ان برای ۱۶ قسمت پخش شد.